# Combinació de fonts d’energia
La combinació de fonts d'energia, combinació energètica o mix energètic indica l'origen del qual prové l'energia primària d'un país o una regió, és a dir, quines són les seves fonts i quin pes té cada una. Aquesta ponderació es pot fer en valors relatius (percentatge, fraccions) o absoluts, i sol fer referència als watts consumits durant un període, per exemple un any.
Actualment, se solen considerar els blocs d'energia tèrmica (que prové de centrals tèrmiques amb cogeneració o no, que cremen combustibles fòssils), energia nuclear (centrals nuclears) i energies renovables, que inclouen l'energia hidràulica, l'eòlica, la solar i la geotèrmica. És útil per a conèixer, per exemple, les emissions de diòxid de carboni o els residus radioactius que genera l'ús de l'electricitat. Depèn de cada país, per exemple a Islàndia la combinació està formada sobretot per energia geotèrmica i hidràulica mentre que a França la font dominant és la nuclear.
Se sol expressar en percentatges de cada tipus de font d'energia primària d'una comunitat (d'un país, del món, etc.), un exemple seria "40% de nuclear, 30% de tèrmica, 20% d'hidràulica i 10% de renovables". La intensitat de carbonització d'un vehicle elèctric, per exemple, és major com més proporció d'energia tèrmica (electricitat obtinguda cremant carbó, gas natural, petroli, etc. en una central tèrmica) hi hagi en la combinació energètica, (més alta si hi ha un 50% de tèrmica que si és un 30% del total, per exemple) que és diferent a cada país i que en un mateix país pot canviar quan, per exemple, s'hi obre o es tanca una central nuclear o una tèrmica.

## Consum d'energia primària a Espanya
Segons les dades de la Secretaría de Estado de Energía:
| Origen                     | Proporció al total d'energia primària | Proporció al total d'energia primària |
| -------------------------- | ------------------------------------- | ------------------------------------- |
| Origen                     | 2008                                  | 2022                                  |
| Carbó                      | 9,5                                   | 3,0                                   |
| Petroli                    | 48,1                                  | 45,5                                  |
| Gas natural                | 24,6                                  | 24,0                                  |
| Energies renovables        | 7,4                                   | 15,6                                  |
| Nuclear                    | 10,7                                  | 12,9                                  |
| Intercanvis internacionals | −0,7                                  | −1,4                                  |

## Consum d'energia primària a Catalunya
Segons les dades de 2022:
| Origen                | Proporció al total d'energia primària |
| --------------------- | ------------------------------------- |
| Renovables            | 5,9                                   |
| Residus no renovables | 0,8                                   |
| Nuclear               | 25,3                                  |
| Elèctrica             | 1,0                                   |
| Fòssil                | 68,1                                  |
| Bioenergia            | 2,6                                   |